# Побрђе (Бања Лука)
Побрђе је градска четврт у Бањој Луци. Побрђе је и сједиште истоимене мјесне заједнице а чине је 12 улица. Мјесна заједница Побрђе смјештена је у југозападном дијелу насељеног мјеста Бања Лука а граничи са сљедећим мјесним заједницама: на сјеверозападу са МЗ Лауш, на југу и југозападу са МЗ Кочићев вијенац и на истоку са МЗ Булевар. На подручју мјесне заједнице налазе се претежно објекти индивидуалне стамбене градње (приватне куће). Мјесна заједница је смјештена већим дијелом на окну некадашњег рудника "Лауш", тако да се ради о веома трусном подручју. У Побрђу је сахрањено 12 бањолучких беба.

## Вјерски објекти
Од вјерских објеката на територији Мјесне заједнице Побрђе постоји једна џамија и православна црква.

## Привреда
На овој територији смјештено је предузеће "Градско гробље" и неколико приватних привредних субјеката. Од тога највише је продавница мјешовите робе.

## Становништво
Према попису становништва из 1991. у СФРЈ, у насељу је живјело 2.565 становника. За сада још нема релевантних показатеља о старосној и социјалној структури становништва.

## Галерија
- Панорама
- Главна улица
- Ново гробље на Побрђу
- Излетиште
- Гроб 12 бањалучких беба
- Релеј РТРС